# Drassanes
Les arsenaux royaux de Barcelone, communément appelés Drassanes d'après leur nom en catalan (Drassanes Reials de Barcelona), sont un ensemble d'édifices civils gothiques construits sur la façade maritime de la ville de Barcelone. Ces édifices, dont la construction commence à la fin du XIIIe siècle, sous le règne de Pierre le Grand, étaient dès leur origine destinés à produire les galères de la flotte de guerre du roi d'Aragon. Les fouilles menées lors des travaux de transformation réalisés sur l’édifice en 2012,, ont permis de mettre au jour que de nouveaux arsenaux, correspondant aux bâtiments actuels, furent édifiés vers la fin du XVIe siècle, à l’emplacement des anciens arsenaux du Moyen Âge ; si donc il reste exact que le monument fut commencé au XIIIe, une grande partie de ce qui en est conservé aujourd’hui n’est pas, comme on l’a cru jusqu’ici, de l’époque médiévale, mais de l’ère moderne, certes avec le maintien du style gothique originel. D’autre part, l’on fit également la découverte, sur l’un des côtés du bâtiment, d'une nécropole romaine. 
L'édifice militaire demeura sous l'administration de la Generalitat de Catalogne tout au long de l’époque moderne, jusque fin 1714, et fut cédé en 1935 à la municipalité de Barcelone, laquelle le convertit en son Musée maritime en 1941. Le site fut classé monument historique artistique par décret du conseil des ministres d'Espagne le 5 mai 1976.

## Histoire
Ces arsenaux ne furent pas les premiers dont a disposé la ville. Il existe des mentions d'autres chantiers construits auparavant, contre la muraille, près de la porte Regomir (ca). Lors de la conquête de Majorque et celle de Valence  par Jacques Ier d'Aragon en 1243, des documents attestent déjà de l'existence de seconds arsenaux situés au Ponent. À partir de la construction des nouvelles murailles à la fin du XIVe siècle, les chantiers navals installés au pied de Montjuïc sont les seuls de la ville.
Depuis leurs origines, ces arsenaux sont destinés à la construction des galères de la flotte de la couronne d'Aragon. C'est sous le règne d'Alphonse le magnanime qu'elles connurent la plus intense activité. En 1423, douze galères étaient simultanément en chantiers. La galère royale de Jean d'Asturies, vaisseau emblématique de la bataille de Lépante, y fut construite en 1571. La Generalitat de Catalogne, qui se chargera de l'administration des Drassanes à partir de 1578, y fit construire en 1618 trois nouvelles halles d’une conception et de matériaux identiques à celles du Moyen Âge, encore que de dimensions différentes et disposées transversalement aux halles déjà existantes. La guerre des faucheurs incitera à en fortifier l’enceinte entre 1641 et 1644. 
Au XVIIIe siècle, l’on entreprend d’agrandir la halle centrale, supprimant à cette fin une rangée de piliers, pour adapter les ateliers aux dimensions des nouveaux modèles de navire qui se construisaient alors. Au XVIIIe siècle, après la défaite contre les bourbons en 1714, l'activité des arsenaux fut transférée à Cartagène. À cette date, les bâtiments furent transformés en caserne d'artillerie de l'armée de terre espagnole. En 1935, ils furent cédés à la mairie de Barcelone, qui les transforma en musée maritime inauguré le 8 janvier 1941.
Les arsenaux furent classés monument historique artistique par décret du conseil des ministres d'Espagne le 5 mai 1976

## Construction

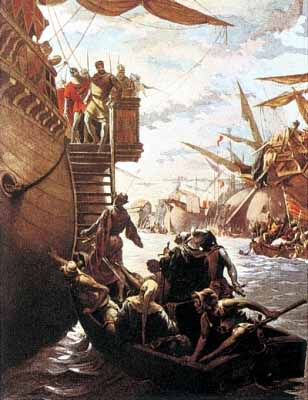
La bataille du golfe de Naples par Ramon Tusquets i Maignon, 1885.

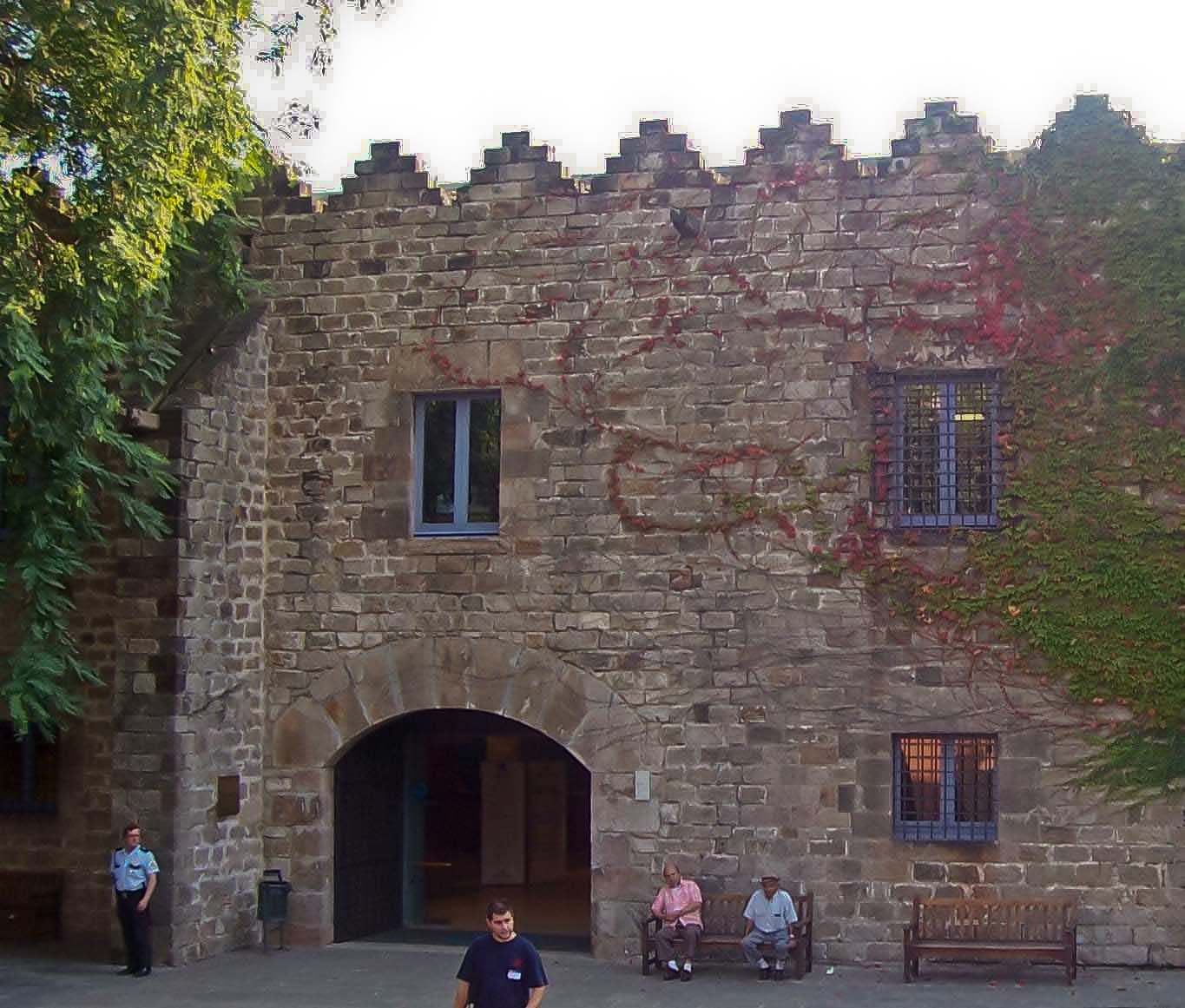
Entrée du musée maritime de Barcelone dans les chantiers navals royaux de Barcelone

Durant le règne de Pierre le Grand, entre 1280 et 1300, commença la construction des arsenaux. Ils consistaient en un grand bâtiment muré de forme rectangulaire avec quatre tours d'angles dont deux nous sont parvenues.
En 1328, Alphonse IV d'Aragon nota l'importance de couvrir les arsenaux, mais des problèmes politiques et des catastrophes naturelles (de grandes tempêtes) empêchèrent les travaux de se dérouler normalement. Les travaux se poursuivirent lentement jusqu'à l'arrivée du nouveau roi, Pierre IV d'Aragon. Celui-ci, en voyant que les bateaux s'abîmaient tenta de déménager les chantiers navals dans ce qui est l'actuel quartier de la Ribera. La proposition fut faite au conseil des Cent en date du 9 juin 1378, après avoir déploré que les arsenaux : 

« ne sont pas couverts et en conséquence les galères y sont [ exposées ] au soleil, au vent et à la pluie, parce que en peu de temps elles sont abîmées et détruites »

 Le conseil refusa le déménagement mais coopéra au financement de la construction par l'octroi à Alphonse IV d'Aragon de la somme de 10 000 florins versés en 7 ans et demanda en outre une participation de 7 000 florins au roi, ainsi que le permis de protéger les galères appartenant à la ville dans les chantiers.
Un unique livre de chantier qui est conservé de la construction entre le 11 avril 1383 et le 15 août 1384. Il relate la construction des quatre magasins et des travaux de toiture de la partie septentrionale. Les matériaux utilisés venaient des carrières de pierre de Montjuïc, du sable pris à même la plage, du bois venant du bas Èbre et du massif des Gavarres ainsi que des faïences de Valence.
D'importants agrandissements ont été réalisés sous le règne de Jean Ier d'Aragon afin de faire face à la demande des marchands catalans et de la couronne d'Aragon. Un nouvel accord entre le roi et la ville est signé en 1930, pour l'agrandissement des chantiers, l'adjonction d'un palais, et la création d'une place ouverte sur la mer sur le modèle du Palazzo Ducale et de la place Saint-Marc à Venise qui étaient tous deux en construction. La réalisation du palais ne fut pas achevée, on n'en a trouvé que des fondations lors de travaux récents.